# イーグル鉱山
イーグル鉱山（英語、Eagle Mine）とは、かつてロッキー山脈の南部、アメリカ合衆国西部のコロラド州にあった鉱山の1つである。1880年代から金や銀を採掘し始め、後に亜鉛なども採掘するようになった。しかし1984年に閉山した。
イーグル鉱山の鉱山町として、ギルマンがあったが、イーグル鉱山閉山に伴い放棄され、ゴーストタウン化している。

## 汚染
イーグル鉱山から流れ出た水に含まれていた砒素や重金属（カドミウム、鉛、亜鉛）などによって、イーグル川は汚染されていた。これらの重金属は、鉱山の近くから毎年春に流れ出す雪解け水中に高濃度に含まれていたのである。この結果、イーグル川などの藻類や蘚類、マスの生息環境を脅かした。イーグル川では多数の魚類が死んでいるのが確認されたこともある。その後、1986年から浄化が試みられているものの20世紀中には充分な浄化が達成できず、21世紀に入ってからも浄化作業が続けられている。